# Мартин Шкъртел
Мартин Шкъртел (роден на 15 декември 1984 в Хандлова, Чехословакия, сега Словакия) е бивш словашки футболист.

## Кариера
Шкъртел започва да тренира футбол едва шестгодишен. Освен футбол словакът харесва и хокей, като дори е компетентен хокеен играч. През юношеските си години Шкъртел сменя различни позиции, за да застане в центъра на защитата на 16-годишна възраст.[източник? (Поискан днес)] Своята професионална кариера той започва в АС Тренчин, където между 2001 и 2004 изиграва 45 мача.

### Ливърпул
На 11 януари 2008 Шкъртел официално става част от новия си клуб. Той подписва договор за 4 години и половина за сумата от 6,5 милиона евро. За него старши треньорът Рафаел Бенитес казва, че е агресивен, бърз и играе добре с глава. Дебютът на Шкъртел за червените в Премиършип се състои срещу „Астън Вила“, а първия си мач като титуляр играе на 26 януари 2008 г. в турнира за Купата на Футболната асоциация (ФА Къп).